# Плацебо ефекат
Плацебо ефекат је ефекат који се постиже када се, приликом испитивања неког новог фармаколошког препарата у експерименталној групи, истовремено другој, контролној групи, даје неки медикамент са потпуно неутралним дејством. Ефекат побољшања здравственог стања код контролне групе (плацебо ефекат), који је понекад бољи од ефекта примене правог медикамента, резултат је аутосугестије и умногоме зависи од личности учесника у процедури. Уобичајена плацеба укључују инертне таблете (попут шећерних пилула), инертне инјекције (попут физиолошког раствора), лажне операције и друге процедуре.
Генерално, плацебо може утицати на то како пацијенти перципирају своје стање и подстичу хемијске процесе у телу за ублажавање бола и неколико других симптома, али немају утицаја на саму болест. Побољшања која пацијенти доживљавају након терапије плацебом могу такође бити последица неповезаних фактора, као што је регресија на средњу вредност (статистички ефекат где је вероватно да ће након необично високог или ниског мерења следити мање екстремна вредност). Употреба плацеба у клиничкој медицини изазива етичку забринутост, посебно ако су прикривени као активни третман, јер то уноси непоштење у однос лекар-пацијент и заобилази информисани пристанак. Иако се некада претпостављало да је ова обмана неопходна да би плацебо имао било какав ефекат, постоје извесни докази да плацебо може имати субјективне ефекте чак и када је пацијент свестан да је третман плацебо (познат као отворени плацебо).
У тестирању лекова и медицинским истраживањима, плацебо се може учинити да личи на активни лек или терапију тако да функционише као контрола; ово треба да спречи примаоца или друге да сазнају (уз њихов пристанак) да ли је третман активан или неактиван, јер очекивања о ефикасности могу утицати на резултате. У плацебом контролисаном клиничком испитивању свака промена у контролној групи је позната као плацебо одговор, а разлика између овога и резултата без лечења је плацебо ефекат. Неки истраживачи сада препоручују упоређивање експерименталног третмана са постојећим третманом када је то могуће, уместо плацеба.
Идеја плацебо ефекта — терапеутског исхода који произилази из инертног третмана — расправљала се у психологији 18. века, али је постала истакнутија у 20. веку. Једна утицајна студија из 1955. године под називом Моћни плацебо чврсто је утврдила идеју да су плацебо ефекти клинички важни и да су резултат улоге мозга у физичком здрављу. Поновна процена из 1997. није нашла доказе о било каквом плацебо ефекту у изворним подацима, пошто студија није урачунала регресију на средњу вредност.

## Етимологија
Плацебо је латински израз за бићу пријатан. Коришћен је као назив за Вечерњи обред у Служби мртвих, преузето из њеног инципта, цитата из Вулгатног псалма 116:9, placēbō Dominō in regiōne vīvōrum, „[Ја] ћу угодити Господу у земљи живих." Од тога се певач плацеба повезивао са неким ко је лажно тврдио да је повезан са покојником да би добио удео у погребном оброку, а самим тим и ласкавац, и тако обмањујући чин угађања.

## Историјат
Потребу за истраживањем утицаја свести на обољење (плацебо ефекат) покренула су запажања, енгл. Henrya Beechera америчког лекара и утицајне личности за развој медицинске етике, који је током Другог светског рата открио да се болови повређених војника могу купирати давањем инјекција физиолошког раствора (плацеба) уместо морфина, али само под условом да они не знају за ову „превару“. Хенри, који је тај ефекат назвао плацебо ефекат.
Канијим испитивањем енгл. Henry Beecher је утврдио је да су у 35% случајева терапијски ефекти, било ког лека, повезани са веровањем пацијента да употребљена супстанца има предочено дејство.

## Механизам деловања
Плацебо ефекат утиче на перцепцију и очекивање пацијента; уколико се сматра да ће супстанца помоћи, она ће лечити, али ако се сматра да ће штетити, она може проузроковати негативне ефекте, што је познато као ноцебо ефекат.
Ефекат очекивања може се појачати факторима као што је ентузијазам доктора, разлика у боји и величини плацебо пилула или коришћењем других интервенција попут инјекција. У једном истраживању, крајњи резултати плацебо ефекта повећали су се са 44% на 62% након што је доктор приступао пацијентима „пријатно, пажљиво и самоуверено".
Суштина плацебо ефекта је у томе да се пацијенту улије вера која ће даље радити своје. То уједно значи да су особе које су склоне утицају религије или култова пријемчивије на плацебо ефекат него научници и интелектуалци. Рационалније и информисаније особе имуније су на пуку сугестију јер су сумњичаве, па верују искључиво у оно што могу видети и опипати. Особе слабијег образовања које нису никад чуле за нешто попут плацебо ефекта, које и не размишљају да би им доктор (или свештеник, или било ко трећи) могао рећи нешто што није истина, идеални су кандидати за плацебо ефекат.
Ричард Ашер наглашава: „Уколико чврсто верујете у терапију коју преписујете, макар знали да се контролисаним тестовима показује како није делотворна, резултати су вам много бољи, пацијенти су вам здравији, а и приход вам је много већи. Верујем да је то објашњење упадљивог успеха неких мање надарених али лаковернијих чланова наше професије као и тврдоглавог отпора према статистици и контролисаним тестовима које помодни и успешни доктори радо истичу“.
Иако је плацебо ефектом могуће постићи да се пацијент осећа боље, сам ефекат не утиче на ток болести, па је стога побољшање привремено, и може се користити за ублажавање последица, али не и за отклањање узрока болести. Матичне ћелије рака, бактерије или вируси наставиће да се размножавају без обзира да ли особа верује да јој терапија помаже. Зато је лечење плацебом идеално за „умишљене болеснике“ - хипохондре.

## Злоупотреба и комерцијализација
Плацебо ефекат се веома често употребљава у алтернативној и традиционалној медицини
Неки извори наводе да кад се експериментални и клинички подаци о дејству плацебо ефекта на бол и друге субјективне симптоме сумирају, резултати показују да су ефекти у плацебо и психотерапији потпуно идентични. Лекови које користе алтернативни терапеути, хомеопате, натуропате и терапеути који покушавају да „нормализују“ бактеријску флору се у ствари потпуно или делимично своде на плацебо ефекат..
Током неколико година доктор Едзард Ернст је са својом групом вршио клиничка испитивања и објавио више од 160 метаанализа или других истраживања (метаанализа је статистичка техника за добијање информација из великог броја малих покушаја, који сами по себи нису статистички значајни). Судећи по његовој књизи Водич кроз комплементарну и алтернативну медицину, око 95% третмана које су он и његове колеге истраживале у областима као што су акупунктура, фитотерапија, хомеопатија и рефлексологија статистички се не разликују од плацебо третмана. У само 5% случајева терапија је имала већу ефикасност (на пример, код фитотерапије), и није чак ни пружала утисак да би се даљим истраживањем могло открити нешто интересантно.
Заговорници медицине засноване на доказима попреко гледају на експерименте контролисане плацебом, јер знају да је то лак начин да се преправе резултати и лак пут до позитивних резултата из истраживања, којима ће се подупрети велика нова улагања одређене компаније. У реалности, у клиничкој пракси, пацијент и лекар не маре много за то да ли нови лек делује боље него ништа, него их занима делује ли боље од оних који су на располагању.